# Gustav Seeberger

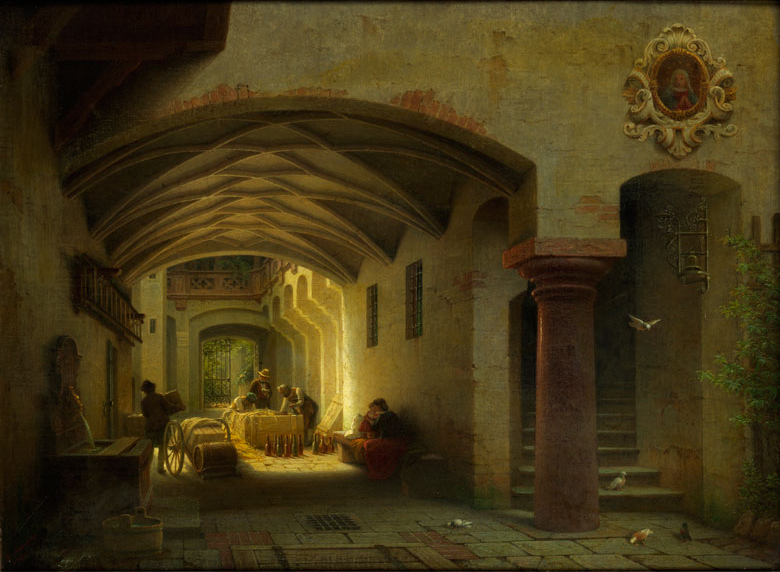
Gustav Seeberger: Die Lieferung ist angekommen, Öl auf Leinwand. 50 × 76 cm.

Gustav Seeberger (* 1. August 1812 in Marktredwitz; † 21. April 1888 in München) war ein deutscher Architektur- und Vedutenmaler sowie Lithograf.

## Leben
Geboren als Sohn eines Kupferschmiedmeisters, begann Seeberger seine Malerlehre an der Nürnberger Kunstschule und setzte sie ab dem 28. Mai 1835 an der Königlichen Akademie der Künste in München fort. Nach dem Studium war er in München tätig. Er malte breite Veduten und romantische Bilder von alten Häusern, wie auch Innenräume von Kirchen und Palästen, immer mit einwandfreier perspektivischen Darstellung.
1853 besuchte er Italien, wo er u. a. die Innenansicht der Markuskirche von Venedig malte. 1854 wurde er zum Professor der Perspektive an der Münchner Kunstakademie berufen. Er half anderen Malern, wie Carl Theodor von Piloty und Wilhelm von Kaulbach beim Lösen perspektivischer Probleme.
Seeberger beschäftigte sich auch mit der Lithografie. Er schuf Architekturbilder nach eigenen Vorlagen, wie auch nach Vorlagen anderer Künstler, wie Max Ainmiller, Leo von Klenze, Friedrich Carl Mayer, Michael Neher. Er lieferte auch Vorlagen für Stahlstiche, die im Band „Malerisches Baiern“ im G. Franz Verlag erschienen.
Seine Erfahrungen im perspektivischen Zeichnen veröffentlichte er im Handbuch Grundzüge einer neuen Methode für angewandte Perspective das in mehreren Auflagen erschien (München 1860, 1874, Regensburg 1880 und München 1884).
Er trat im Sommer 1885 im Alter von 73 Jahren in den Ruhestand und starb drei Jahre später.

## Bilder

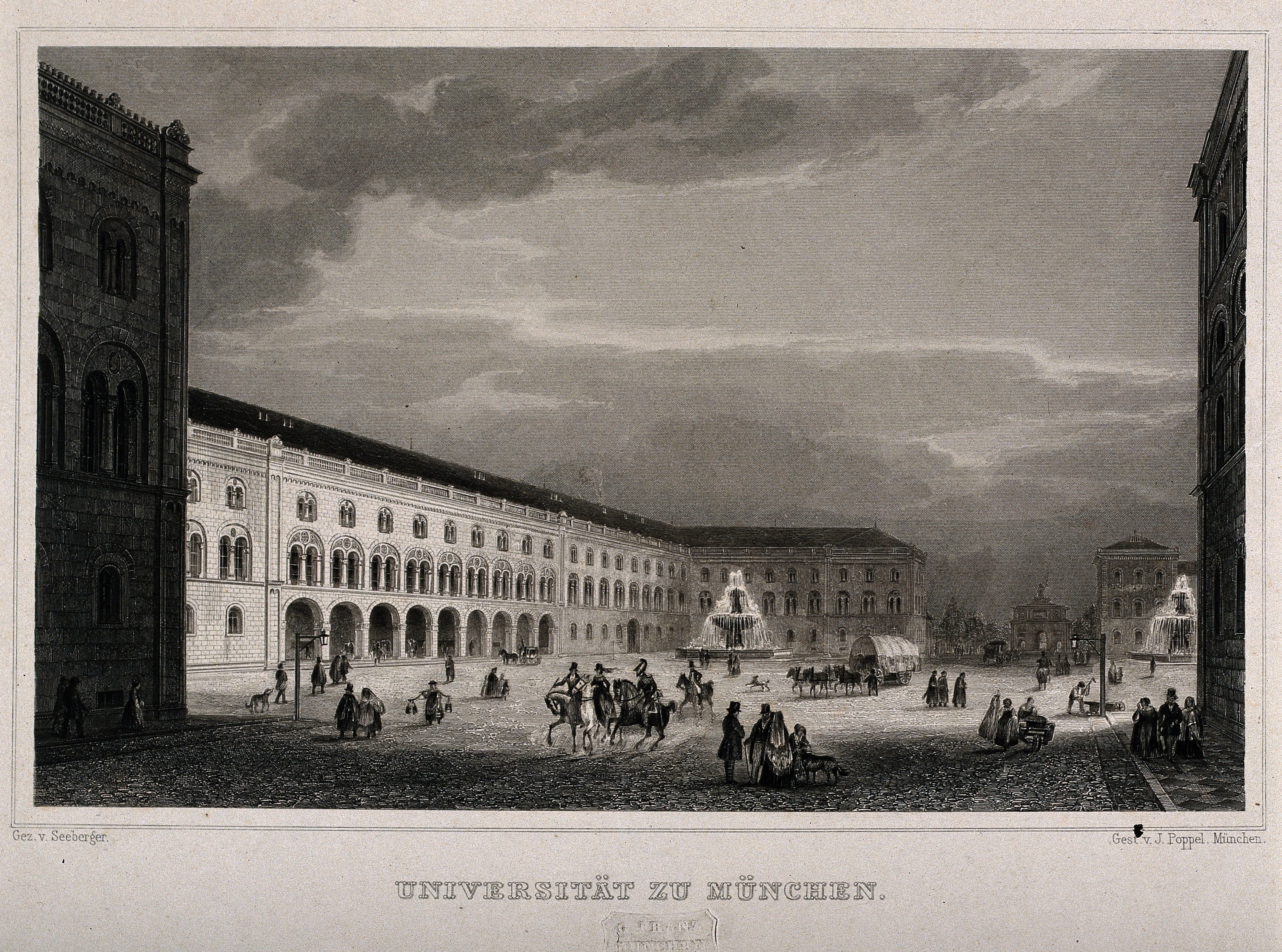
Brunnen vor dem Hauptgebäude der Ludwig-Maximilians-Universität München am heutigen Geschwister-Scholl-Platz München vor 1888
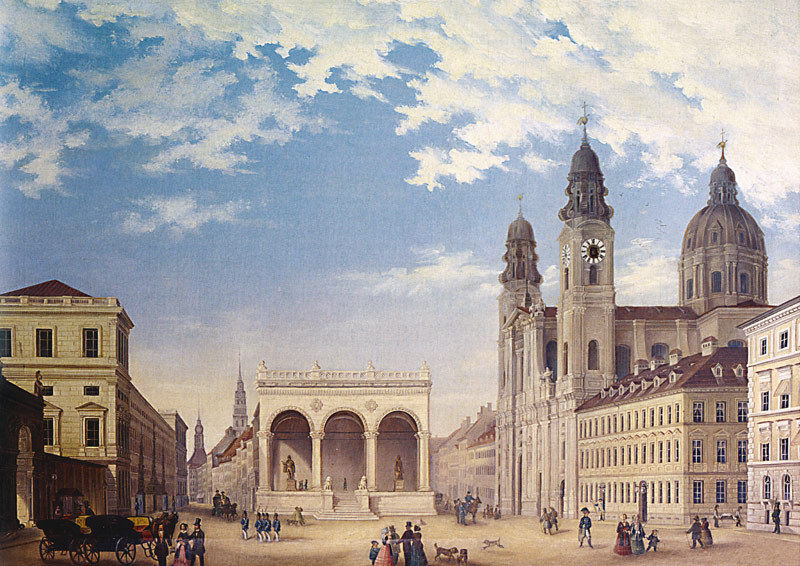
Feldherrnhalle mit Theatinerkirche München vor 1888

## Schriften
- Principien der Perspektive und deren Anwendung nach einer neuen Methode. Literarisch-artistische Anstalt, München 1874
- Grundzüge der perspektivischen Schattenlehre: mit 25 in den Text gedruckten Figuren und 14 Tafeln. Coppenrath, Regensburg 1880
- Grundzüge einer neuen Methode für angewandte Perspective. München 1860, 1874, Regensburg 1880 und München 1884
- Principien der Perspektive und deren Anwendung nach einer neuen Methode; mit 4 Tafeln. Riedel, München 1884